# Sarbanissa longipennis
Sarbanissa longipennis är en fjärilsart som beskrevs av Walker 1865. Sarbanissa longipennis ingår i släktet Sarbanissa och familjen nattflyn. Inga underarter finns listade.